# X-56 (航空機)
ロッキード・マーティン X-56
初飛行時のX-56A
- 用途：実験機
- 分類：無人航空機
- 製造者：ロッキード・マーティン
- 運用者

  - アメリカ航空宇宙局（NASA）
  - アメリカ空軍空軍研究所
- 初飛行：2013年7月26日
- 生産数：2機
- 運用状況：現役

ロッキード・マーティン X-56（Lockheed Martin X-56）は、将来の軍用無人偵察機に用いられる高高度長時間滞空（HALE）飛行技術の研究、および今後のX-54による低ソニックブーム超音速研究計画や将来の低排出輸送機開発への貢献のために設計されたモジュール式の無人航空機（UAV）。Xプレーンの一つ。

## 設計と開発
設計は非公式にスカンクワークスと呼ばれるロッキード・マーティン先進開発計画によって行われ、「アビエーション・ウィーク」によって最初に報道された。X-56は能動的なフラッターの抑制と突風荷重軽減技術の研究を目的としている。X-56Aはロッキード・マーティンが以前に開発していたUAVを原型としており、RQ-3やRQ-170、ポールキャットといった機体の影響を受けている。この計画には飛行試験用に製造された翼幅8.4 m（27.5フィート）の主翼4セットと、全長2.3 m（7.5フィート）の胴体2つが求められている。

## 運用
X-56Aは、エドワーズ空軍基地で2013年7月26日に初飛行した時点では、さらなる試験のためにアメリカ航空宇宙局（NASA）に引き渡される前に、20回のフライトが空軍研究所（AFRL）で行われる予定だった。
最初のX-56Aは2015年11月19日、フレキシブルウイングによる能動的なフラッター抑制のための初の飛行試験の際に、離陸直後にエドワーズ空軍基地近傍のロジャース乾湖に墜落し深刻な損傷を負った。この機体、「Fido」として知られるAFRLのためにスカンクワークスが製造した2機のX-56Aのうち1機は、以前に動作範囲の試験を目的として16回のフライトを行っていた。

## 要目

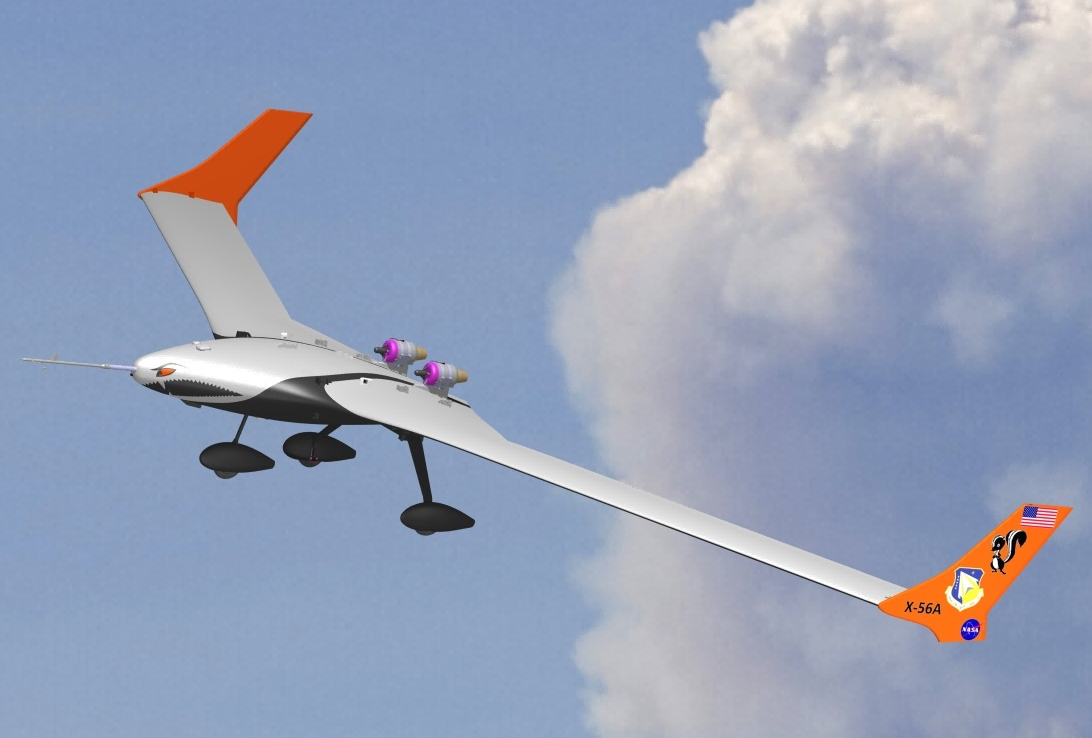
X-56Aのイメージ図

出典：X-56A technology demonstrator achieves first flight
諸元
- 乗員：無し
- 全長：2.3m（7.5ft）
- 全幅：8.4m（27.5ft）
- 動力：ジェットキャット P400 ターボジェットエンジン、0.395kN (88.7lbf)×2

性能
- 最高速度：222km/h (138.1mph, 120kn, マッハ0.17)